# Syria na Letnich Igrzyskach Olimpijskich 1996
Syrię na Letnich Igrzyskach Olimpijskich 1996 reprezentowało 7 zawodników – 6 mężczyzn i 1 kobieta. Był to dziewiąty start reprezentacji Syrii na letnich igrzyskach olimpijskich.

## Zdobyte medale
| Medal | Zawodnik     | Dyscyplina    | Konkurencja | Rezultat  | Data        |
| ----- | ------------ | ------------- | ----------- | --------- | ----------- |
| Złoto | Ghada Shouaa | Lekkoatletyka | siedmiobój  | 6780 pkt. | 11 sierpnia |

## Reprezentanci

### Boks
Mężczyźni
| Zawodnik      | Konkurencja    | 1/32             | 1/16             | 1/8              | Ćwierćfinał      | Półfinał         | Finał            | Finał   |
| Zawodnik      | Konkurencja    | Przeciwnik Wynik | Przeciwnik Wynik | Przeciwnik Wynik | Przeciwnik Wynik | Przeciwnik Wynik | Przeciwnik Wynik | Miejsce |
| ------------- | -------------- | ---------------- | ---------------- | ---------------- | ---------------- | ---------------- | ---------------- | ------- |
| Khaled Falah  | waga musza     | Phosuvan W 11-9  | Reyes P 13-15    | NQ               | NQ               | NQ               | NQ               | NQ      |
| Khadour Adnan | waga półciężka | Bispo P 4-9      | NQ               | NQ               | NQ               | NQ               | NQ               | NQ      |

### Lekkoatletyka
Kobiety
Siedmiobój
| Zawodniczka  | Konkurencja | 100H  | HJ   | SP    | 200 m | LJ   | JT    | 800 m   | Wynik | Pozycja |
| ------------ | ----------- | ----- | ---- | ----- | ----- | ---- | ----- | ------- | ----- | ------- |
| Ghada Shouaa | Rezultat    | 13.72 | 1.86 | 15.95 | 23.85 | 6.26 | 55.70 | 2:15,43 | 6,780 | złoto   |
| Ghada Shouaa | Punkty      | 1018  | 1054 | 925   | 995   | 930  | 971   | 887     | 6,780 | złoto   |

### Pływanie
Mężczyźni
| Zawodnik        | Konkurencja            | Eliminacje | Eliminacje | Finał B | Finał B | Finał A | Finał A |
| Zawodnik        | Konkurencja            | Czas       | Miejsce    | Czas    | Miejsce | Czas    | Miejsce |
| --------------- | ---------------------- | ---------- | ---------- | ------- | ------- | ------- | ------- |
| Hicham El-Masry | 400 m stylem dowolnym  | 4:10,23    | 32.        | NQ      | NQ      | NQ      | NQ      |
| Hicham El-Masry | 1500 m stylem dowolnym | 16:42,35   | 32.        | NQ      | NQ      | NQ      | NQ      |

### Podnoszenie ciężarów
Mężczyźni
| Zawodnik          | Konkurencja | Rwanie | Rwanie  | Podrzut | Podrzut | Razem  | Pozycja |
| Zawodnik          | Konkurencja | Wynik  | Pozycja | Wynik   | Pozycja | Razem  | Pozycja |
| ----------------- | ----------- | ------ | ------- | ------- | ------- | ------ | ------- |
| Abdalla Al-Sebaei | - 70 kg     | 130 kg | 22.     | 160 kg  | 22.     | 390 kg | 22.     |

### Zapasy
Mężczyźni
Styl wolny
| Zawodnik       | Konkurencja | Runda I          | Runda II         | Runda III        | Runda IV         | Runda V          | Runda VI         | Finał/BM         | Finał/BM |
| Zawodnik       | Konkurencja | Przeciwnik Wynik | Przeciwnik Wynik | Przeciwnik Wynik | Przeciwnik Wynik | Przeciwnik Wynik | Przeciwnik Wynik | Przeciwnik Wynik | Pozycja  |
| -------------- | ----------- | ---------------- | ---------------- | ---------------- | ---------------- | ---------------- | ---------------- | ---------------- | -------- |
| Ahmad Al-Aosta | - 68 kg     | Geworkian P 1-9  | Şanlı W 4-1      | Fadzajew W 11-9  | Kõiv P 1-4       | NQ               | NQ               | Kõiv P 2-7       | 8.       |

Styl klasyczny
| Zawodnik         | Konkurencja | Runda I               | Runda II         | Runda III        | Runda IV         | Runda V          | Runda VI         | Finał/BM         | Finał/BM |
| Zawodnik         | Konkurencja | Przeciwnik Wynik      | Przeciwnik Wynik | Przeciwnik Wynik | Przeciwnik Wynik | Przeciwnik Wynik | Przeciwnik Wynik | Przeciwnik Wynik | Pozycja  |
| ---------------- | ----------- | --------------------- | ---------------- | ---------------- | ---------------- | ---------------- | ---------------- | ---------------- | -------- |
| Chalid al-Faradż | - 52 kg     | Ter-Mykyrtczian W 3-1 | Rivas P 0-5      | Ha T-y W 0-10    | NQ               | NQ               | NQ               | NQ               | 15.      |